# Le pistole di Zorro
Le pistole di Zorro (King of the Bullwhip) è un film del 1950 diretto da Ron Ormond.
È un western statunitense con Lash La Rue, Al St. John e Jack Holt.

## Produzione
Il film, diretto da Ron Ormond su una sceneggiatura di Jack Lewis e Ira Webb, fu prodotto da Ron Ormond per la Western Adventures Productions e girato nell'Iverson Ranch a Chatsworth, Los Angeles, California, nel giugno 1950.

## Distribuzione
Il film fu distribuito con il titolo King of the Bullwhip negli Stati Uniti dal 20 dicembre 1950 al cinema dalla Realart Pictures.
Altre distribuzioni:
- in Germania Ovest nel 1957 (Die Todespeitsche) (Fuzzy und der Peitschenheini)
- in Italia (Le pistole di Zorro)

## Promozione
Le tagline sono:
- DESPERADOES CRINGED WHEN THE 'BULLWHIP' CRACKED!
- FACE TO FACE WITH THE BULLWHIPS...IN A SLASHING, CUTTING FIGHT TO THE FINISH
- Desperadoes cringed when the bullwhip cracked!!!